# Diagramma di deployment
Il diagramma di deployment (in inglese Deployment Diagram, letteralmente "diagramma di dispiegamento") è un diagramma di tipo statico previsto dal linguaggio di modellazione object-oriented UML per descrivere un sistema in termini di risorse hardware, dette nodi, e di relazioni fra di esse. Spesso si utilizza un diagramma che mostra come le componenti software siano distribuite rispetto alle risorse hardware disponibili sul sistema; questo diagramma è costruito unendo il diagramma dei componenti e il diagramma di deployment.

## Nodo
Il nodo è rappresentato tramite un cubo ed un nome, e raffigura una risorsa hardware disponibile al sistema. Per esempio, in un sistema client-server a due livelli, i nodi potrebbero rappresentare il server e il client, oppure un pc potrebbe essere scomposto in unità centrale, video, tastiera e stampante, rappresentando ciascuna risorsa hardware un nodo del sistema.

## Relazione
Il diagramma descrive le relazioni in termini di linee che uniscono i diversi nodi.